# Dancin’ on the Edge
Dancin' On The Edge – drugi solowy album studyjny Lity Ford, wydany w kwietniu 1984 roku. Jest to jej ostatni album wydany przez Mercury Records. Utwór tytułowy, "Dancin' On The Edge", otrzymał nagrodę Grammy za najlepsze kobiece rockowe wykonanie w 1984.

## Lista utworów
Wszystkie utwory napisane zostały przez Litę Ford, chyba że zaznaczono inaczej.
1. „Gotta Let Go” (Ford, Geoffrey Leib) – 4:39
2. „Dancin' on the Edge” – 5:00
3. „Dressed to Kill” – 3:44
4. „Hit 'n Run” (Leib, Moon Calhoun) – 3:54
5. „Lady Killer” – 3:41
6. „Still Waitin'” - 4:20
7. „Fire In My Heart” - 3:46
8. „Don't Let Me Down Tonight” – 4:42
9. „Run with the $” – 4:21

## Twórcy
Źródło
- Lita Ford – gitara prowadząca i rytmiczna, wokal prowadzący
- Hugh McDonald – gitara basowa
- Randy Castillo – perkusja
- Geoff Leib – syntezator, chórek
- Robbie Kondor, Aldo Nova – syntezator